# Charles Eastman

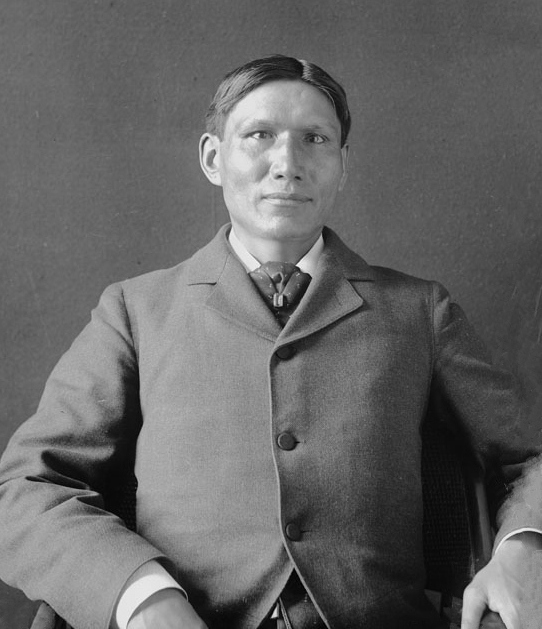
Charles Eastman, 1897

Charles Alexander Eastman (* 1858; † 1939 – Geburtsname: Hakadah, späterer Dakota-Name: Ohíye S’a) war ein indigener Arzt und Schriftsteller. Er hatte eine angloamerikanische Mutter.

## Leben
Eastman gehörte zu den Santee-Sioux und studierte in Boston Medizin. In seinen autobiographischen Werken schildert er die Naturverbundenheit der Indianer als Ergebnis der Erziehung. Eastman musste das Massaker der US-Army an den Sioux am Wounded Knee miterleben und wurde dadurch in seiner Sympathie für die christliche Nächstenliebe desillusioniert.
In The Indian Soul (1911) vergleicht er als Ethnologe indigene und christliche Glaubensinhalte und Gebräuche. Eastmans The Indian Today (1915) tritt für eine Humanisierung der Indianerpolitik ein, die dem Indianer ermöglichen soll, seinen eigenen Weg zu gehen. Eastman stemmt sich gegen die materialistische Weltsicht seiner Zeitgenossen jeder Farbe und fordert zur Besinnung auf Tradition und Spiritualität auf.
Er war wesentlich am Aufbau der Boy Scouts of America (BSA) beteiligt.

„Im Leben des Indianers gab es nur eine unumgängliche Pflicht – die Achtung vor dem Unsichtbaren und Ewigen. Dieser Achtung Ausdruck zu verleihen war jedem Indianer wichtiger als die tägliche Nahrung. Er erwacht bei Tagesanbruch, zieht seine Mokassins an und schreitet an den Rand des Wassers hinab. Er wirft sich Händevoll klaren, kalten Wassers ins Gesicht oder taucht seinen ganzen Körper ein. Nach dem Bad steht er aufrecht in der ersten Morgenröte, mit dem Gesicht zur aufgehenden Sonne, und bringt ein stummes Gebet dar. […] Wann immer der rote Jäger bei seiner täglichen Jagd etwas erblickt, das eindrucksvoll und erhaben ist – eine schwarze Gewitterwolke mit einem leuchtenden Rund des Regenbogens über dem Berg oder einen weißen Wasserfall im Herzen einer grünen Schlucht oder die weite, von einem blutroten Sonnenuntergang überhauchte Prärie –, verharrt er einen Augenblick in andächtiger Haltung. Er hält es nicht für notwendig, einen von sieben Tagen zu heiligen, denn er weiß, daß Gott jeden Tag für ihn gemacht hat, wenn er versteht, die Natur zu achten.“

## Schriften
- Memories of an Indian Boyhood. Autobiography. McClure, Philips, 1902.
  - Übers. Elisabeth Friederichs: Ohijesa. Jugenderinnerungen eines Sioux-Indianers. Agentur des Rauhen Hauses 1913 u. ö.; Insel-Verlag 1976, 1987; digital bei Deutsche Nationalbibliothek, 2017.
- Red Hunters and Animal People. Legendes. Harper & Brothers, 1904.
- The Madness of Bald Eagle, Legende. 1905.
- Old Indian Days. Legendes. McClure, 1907; University of Nebraska Press, 1991.
  - Übers. Elisabeth Friederichs: Indianergeschichten aus alter Zeit. Insel-Verlag 1985, 1996; Erstaufl. Winona. Indianergeschichten aus alter Zeit. Ernte-Verlag, Hamburg 1928.
- Wigwam Evenings: Sioux Folk Tales Retold. (verf. mit seiner Frau), Legendes; Little, Brown, 1909.
- The Soul of the Indian: An Interpretation. Houghton, 1911.
  - Übers. Andrea Pia Kölbl, Robert Josef Kozljanic: Die Seele des Indianers. Ein Siouxindianer berichtet über Glauben und Sitten seines Volkes. Albunea, München 2009 ISBN 978-3-937656-10-6 In Google books lesbar.
- Indian Child Life. Sachbuch. Little, Brown, 1913
- Indian Scout Talks: A Guide for Scouts and Campfire Girls. Sachbuch. Little, Brown, 1914.
- The Indian Today: The Past and Future of the Red American. Doubleday-Page, 1915.
- From the Deep Woods to Civilization: Chapters in the Autobiography of an Indian. Little, Brown, 1916.
- Indian Heroes and Great Chieftains, Little, Brown, 1918.